# اختبار مقياس الانضغاط

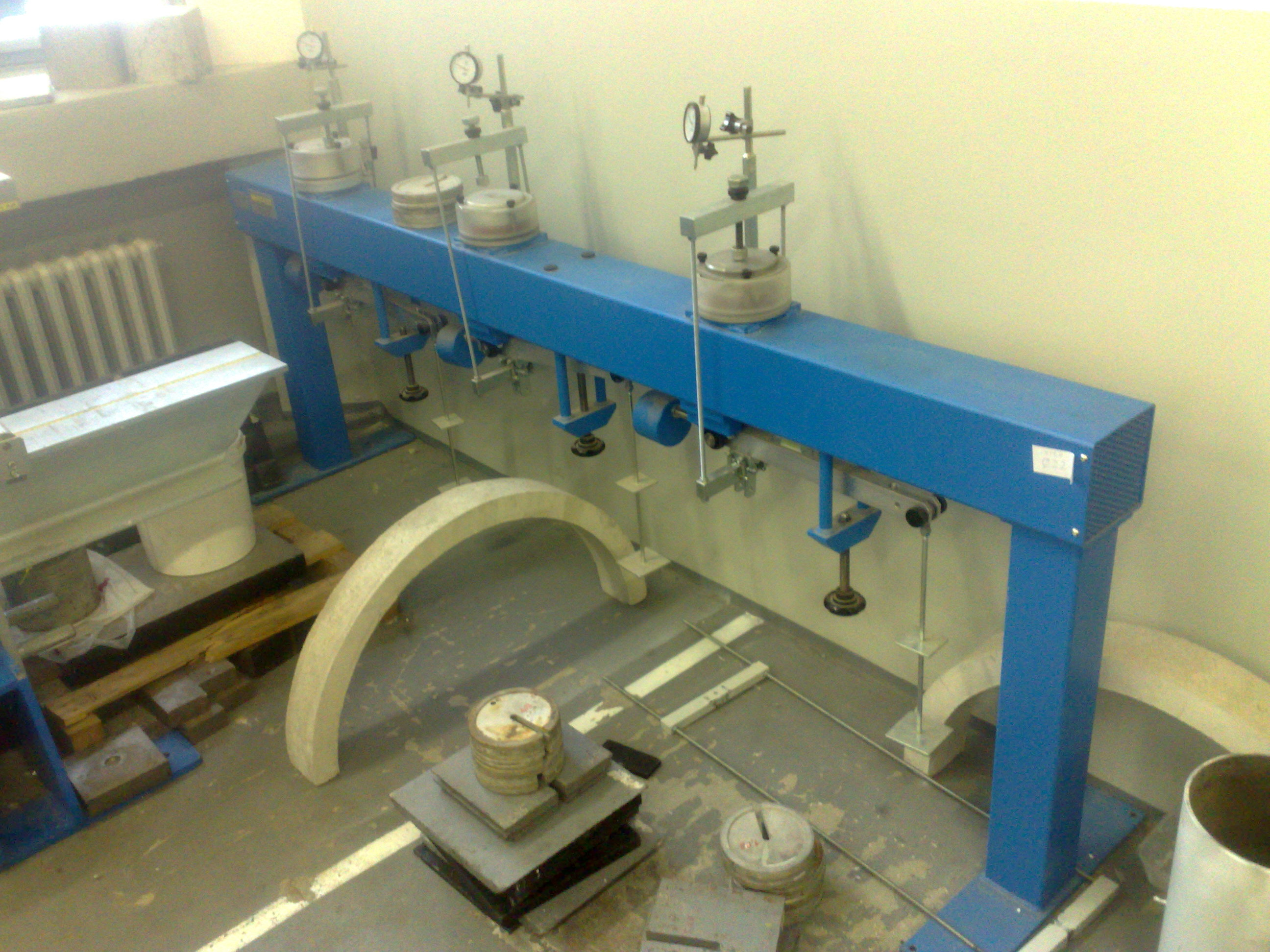

اختبار مقياس الانضغاط هو نوع من الاستقصاءات الجيوتقنية التي يتم إجراؤها في الهندسة الجيوتقنية التي تقيس خصائص تصلب التربة. يتم إجراء اختبارات مقياس الانضغاط عن طريق تطبيق أحمال مختلفة على عينة التربة وقياس استجابة الانفعال. يتم استخدام نتائج هذه الاختبارات للتنبؤ بكيفية انفعال وتشوه التربة في الحقل استجابةً للتغير في الضغط الفعال. 
تم تنفيذ تجارب التصلب لأول مرة في عام 1910 من قبل فرونتارد. تم قطع عينة رقيقة (سمكها 2 بوصة بقطر 14 بوصة) ووضعها في حاوية معدنية ذات قاعدة مثقبة. ثم تم تحميل هذه العينة من خلال مكبس بشكل متزايد، مما يسمح بالوصول إلى التوازن بعد كل زيادة. لمنع تجفيف الصلصال، تم إجراء الاختبار في غرفة ذات رطوبة عالية.